# Оперативна хірургія та клінічна анатомія
Операти́вна хірургі́я та топографі́чна анато́мія — галузь теоретичної та клінічної медицини, що складається з двох взаємопов'язаних дисциплін — оперативної хірургії та топографічної анатомії. Дана галузь науки поєднує в собі теоретичні знання з топографічної, або клінічної анатомії людини, та практичне їх застосування у вигляді розробки адекватних оперативних доступів та прийомів.
Засновником дисципліни «оперативна хірургія та топографічна анатомія» є видатний вчений, анатом, хірург, педагог та суспільний діяч Микола Іванович Пирогов.

## Топографічна анатомія
Топографічна, або клінічна анатомія — розділ анатомії людини, що вивчає будову людського тіла за принципом пошарової будови ділянок тіла (голови, шиї, грудей, живота, кінцівок), взаємовідносини органів тіла між собою, зі скелетом, проєкції органів на поверхню тіла людини, варіанти будови органів, судин, нервів тощо, вікові, статеві особливості будови тіла людини. Створює теоретичне підґрунтя для оперативної хірургії.

## Оперативна хірургія
Оперативна хірургія — вчення про хірургічну операцію. Теоретична та прикладна наука, об'єктом якої є хірургічна операція — механічне втручання в тіло людини з лікувальною або діагностичною метою. Основні аспекти оперативної хірургії — вчення про оперативний доступ та оперативний прийом.
Оперативний доступ — початкова частина хірургічної операції, що полягає в розтині поверхневих тканин (шкіри, підшкірної жирової клітковини, фасцій, м'язів тощо) та оголенні органу, на якому здійснюється оперативний прийом. З цією метою вивчається пошарова будова ділянки тіла людини, на якій планується здійснити оперативне втручання, розташування судин та нервових стовбурів, вікові та статеві особливості будови ділянки тіла, тобто основні питання топографічної анатомії.
Оперативний прийом (метод) — основна частина хірургічної операції, що полягає у виконанні механічної дії на органі з лікувальною або діагностичною метою. Наприклад, резекція — часткове видалення органу, ампутація — видалення периферичної частини органу або кінцівки, пункція — проколювання порожнини тіла або порожнистого органу, анастомоз — з'єднання двох порожнистих органів, наприклад, шлунку та тонкої кишки тощо.
Хірургічна операція завершується відновленням цілісності поверхневих тканин за допомогою ручного хірургічного шва або зшивальної апаратури.

## Методи вивчення
Вивчення топографічної анатомії передбачає використання інвазивних та неінвазивних методів, завдяки яким можна отримати інформацію щодо макроскопічної будови та організації досліджуваного органу або системи. Найбільш вживаним методом є дисекція, що передбачає виконання хірургічних доступів до органів та систем дослідної тварини або трупа. Також можливе застосування ендоскопічного обладнання, завдяки якому можна отримати відео або фотозображення для подальшого вивчення. Аналогічно, високоінформативним є використання рентгенографічних методів та МРТ.

## Відомі вчені-топографоанатоми України
Кульчицький Костянтин Іванович (1922–1997) — академік Академії педагогічних наук України, доктор медичних наук, професор, завідувач кафедри оперативної хірургії та топографічної анатомії Київського медичного інституту імені академіка О. О. Богомольця (1963–1994). Активно впроваджував моделювання патологічних станів та їх хірургічну корекцію. Створив наукову школу топографоанатомів, анатомів та хірургів України.
Горбатюк Дем'ян Лаврентійович (1941–2007) — доктор медичних наук, професор кафедри оперативної хірургії та топографічної анатомії Національної медичної академії післядипломної освіти імені П. Л. Шупика.
Ковальський Михайло Павлович (1947–2012) — доктор медичних наук, професор, завідувач кафедри оперативної хірургії та топографічної анатомії Національного медичного університету імені О. Богомольця (з 1994). Наукові праці присвячені експериментальній хірургії органів черевної порожнини, судинній хірургії, дослідженню нових шовних матеріалів.
Дітковський Анатолій Павлович (нар. 1934) — кандидат медичних наук, доцент кафедри оперативної хірургії та топографічної анатомії Національного медичного університету імені О. Богомольця (з 1968). Представник української школи лімфологів. Відомий в Україні та за її межами педагог, близько 40 років очолював курси підвищення кваліфікації викладачів оперативної хірургії та топографічної анатомії в Україні.
Круцяк Володимир Миколайович — доктор медичних наук, професор, завідувач кафедри оперативної хірургії та топографічної анатомії Чернівецького медичного інституту.
Проняєв Володимир Іванович — доктор медичних наук, професор, завідувач кафедри оперативної хірургії та топографічної анатомії Чернівецького медичного інституту.
Ахтемійчук Юрій Танасович — доктор медичних наук, професор, завідувач кафедри анатомії, топографічної анатомії та оперативної хірургії Буковинського державного медичного університету.
Слободян Олександр Миколайович — доктор медичних наук, професор кафедри анатомії, топографічної анатомії та оперативної хірургії Буковинського державного медичного університету.
Тєрентьєв Григорій Васильович — доктор медичних наук, професор, завідувач кафедри оперативної хірургії та топографічної анатомії Вінницького медичного інституту.
Костюк Григорій Якович — доктор медичних наук, професор, завідувач кафедри оперативної хірургії та топографічної анатомії Вінницького державного медичного університету імені М. І. Пирогова.
Півторак Володимир Ізяславович — доктор медичних наук, професор кафедри оперативної хірургії та топографічної анатомії Вінницького державного медичного університету імені М. І. Пирогова.
Новицький Софрон Терентійович — доктор медичних наук, професор, завідувач кафедри оперативної хірургії та топографічної анатомії Київського медичного інституту імені академіка О. О. Богомольця. Відомий працями з оперативної ортопедії та травматології.
Топка Ельвіра Григорівна — доктор медичних наук, професор, завідувач кафедри оперативної хірургії та топографічної анатомії Дніпропетровського державної медичної академії.
Квятковська Тетяна Олександрівна — доктор медичних наук, професор кафедри оперативної хірургії та топографічної анатомії Дніпропетровського державного медичної академії.
Семенова Тетяна Василівна — доктор медичних наук, професор, завідувач кафедри оперативної хірургії та топографічної анатомії Донецького державного медичного університету.
Антипов Микола Васильович — доктор медичних наук, професор, завідувач кафедри оперативної хірургії та топографічної анатомії Донецького державного медичного університету.
Ротенберг Давид Левович — доктор медичних наук, професор, завідувач кафедри оперативної хірургії та топографічної анатомії Станіславського (Івано-Франківського) медичного інституту.
Дацун Іван Григорович — доктор медичних наук, професор, завідувач кафедри оперативної хірургії та топографічної анатомії Івано-Франківської державної медичної академії.
Беков Дмитро Борисович — доктор медичних наук, професор, завідувач кафедри оперативної хірургії та топографічної анатомії Луганського медичного інституту.
Вовк Юрій Миколайович — доктор медичних наук, професор, завідувач кафедри оперативної хірургії та топографічної анатомії Луганського державного медичного університету.
Волошин Микола Анатолійович — доктор медичних наук, професор, завідувач кафедри оперативної хірургії та топографічної анатомії Запорізького державного медичного університету.
Попов Олександр Георгійович — доктор медичних наук, професор, завідувач кафедри оперативної хірургії та топографічної анатомії Одеського державного медичного університету.
Золотарьова Тамара Василівна — доктор медичних наук, професор, завідувач кафедри оперативної хірургії та топографічної анатомії Полтавського стоматологічного інституту.
Скрипников Микола Сергійович — доктор медичних наук, професор, завідувач кафедри оперативної хірургії та топографічної анатомії, ректор Української медичної стоматологічної академії.
Проніна Олена Миколаївна — доктор медичних наук, професор, завідувач кафедри оперативної хірургії та топографічної анатомії Української медичної стоматологічної академії.
Зяблов Володимир Ілліч (1930–1993) — доктор медичних наук, професор, завідувач кафедри нормальної анатомії людини Кримського державного медичного інституту імені С. І. Георгієвського (1967–1993). Заслужений працівник вищої освіти України. Ректор Кримського державного медичного інституту імені С. І. Георгієвського (1970–1989). Представник школи функціональної анатомії.
Шкодівський Микола Іванович (нар. 1943) — доктор медичних наук, професор, завідувач кафедри оперативної хірургії та топографічної анатомії Кримського державного медичного університету імені С. І. Георгієвського (1993–2003). Відомий працями з оперативної хірургії кишечнику.
Гнатюк Михайло Степанович (нар. 1944) — доктор медичних наук, професор, завідувач кафедри оперативної хірургії та топографічної анатомії Тернопільського державного медичного університету імені І. Я. Горбачевського (з 1999).